# De schrootpiraten
De schrootpiraten is een  stripverhaal uit de reeks van Jerom.

## Locaties
Dit verhaal speelt zich af op de volgende locaties:
- België, Berunka, stad met paleis, sloper, Koetsvlakigebergte, huis van Gregor, vliegveld

## Personages
In dit verhaal spelen de volgende personages mee:
- Jerom, tante Sidonia, Odilon, professor Barabas, wafelverkoper, Arthur, koning van Berunka, boodschapper van Berunka, piloot, de heer Marcus Balmoos (minister van landsverdediging), D. Janssens (sloper), Karol (zoontje van koning van Berunka), schrootpiraten, Koetsvlaki (herdersvolk), de zwarte, Gregor (vioolbouwer), bewakers vliegveld, bevolking Berunka

## Het verhaal
De vrienden vieren vakantie aan zee, maar door het slechte weer zitten ze veel binnen. Jerom gaat naar de pier en ziet een wafelverkoper de zelfmoord wil plegen, omdat hij niks verkoopt. Jerom koopt al zijn wafels en gaat terug naar het huisje, maar dan belt Arthur. De koning van Berunka vraagt om hulp en de Morotari vliegen met een oud vliegtuigje naar het land. Jerom volgt met zijn motor. Professor Barabas en Sidonia vallen uit het vliegtuig met parachutes als Odilon aan een hendel trekt. Zelf valt hij ook uit het vliegtuig, maar zijn parachute opent niet. Jerom kan Odilon redden en de vrienden komen na een tijdje aan in Berunka. De koning vertelt dat er mannen, verkleed als oude Romeinse legioensoldaten, schroothandelaren aanvallen. Ze nemen autowrakken mee en niemand kan ze tegenhouden, want ze hebben moderne wapens.
Jerom gaat op onderzoek uit en wordt bijna geraakt door een auto, die even later uitbrandt. Dan ziet Jerom een takelwagen en achtervolgt deze naar sloper D. Janssens. Ze schrootpiraten willen een autobus meeslepen, maar Jerom  kan dit voorkomen en neemt de schrootpiraten gevangen. Inmiddels verveelt Odilon zich en hij zoekt het zoontje van de koning op. Ze gaan met een tandem naar de uitlopers van het Koetsvlakigebergte, maar worden daar door de schrootpiraten gevangen genomen. Jerom komt met de drie schrootpiraten in het paleis en ze vertellen dat ze de macht in Berunka willen overnemen. De vrienden ontdekken dat Odilon en Karol zijn ontvoerd en de minister van landsverdediging is nergens te vinden. 's Nachts ziet Jerom wagens vol met schrot en gooit rookbommen, waardoor de vrachtwagens plots moeten stoppen. Er valt een auto van één wagen en deze stormt op een wandelaar af. Jerom redt de man en komt erachter dat deze alle albums uit de "gouden stuntman-reeks" bij zich heeft in zijn vioolkoffer. Jerom gaat met deze man mee naar zijn woning. 
Jerom hoort dat de primitieve herders afstammen van Romeinse legioensoldaten en als ze ter strijde trekken, dragen ze het uniform van hun verre voorouders. De zwarte luistert het huis van Gregor af en weet dat hij haast moet maken, nu Morotari op de hoogte is van de afkomst van de schrootpiraten. Hij gaat naar het vliegveld en komt voorbij de bewakers, waarna hij met een jachtvliegtuig richting het Koetsvlakigebergte vliegt. De legioensoldaten verwelkomen Marcus Balmoos als hun leider, zodra hij uit het jachtvliegtuig stapt. In werkplaatsen maken smeden wapenuitrustingen van het schroot. Balmoos rijdt met de schrootpiraten richting de stad met het paleis. Jerom komt in het paleis en vertelt dat de minister Balmoos de leider van de schrootpiraten is. De bevolking is in paniek na dit nieuws, waarna Sidonia besluit om albums van de Gouden stuntman gratis uit te delen.
Jerom ziet dat de schrootpiraten de stad omsingeld hebben en hij gaat op zoek naar Odilon en Karol. Hij neemt de pantserwagen met de kinderen mee en Gregor begint te spelen op zijn viool. De Koetsvlaki beginnen te dansen en de koning vraagt waarom het herdersvolk de stad aanvalt. Ze vertellen dat Balmoos bekend maakte dat de koning wapenfabrieken in hun gebergte wilde oprichten. Er is ooit afgesproken dat de Koetsvlaki voor eeuwig hun kudden in het gebergte mochten laten grazen en daarom komen ze nu in opstand. De koning vertelt dat hij geen plannen heeft om wapenfabrieken te bouwen en Balmoos gaat er vandoor, maar komt niet ver. Balmoos wordt leerling van de vioolbouwer en de koning bedankt de vrienden voor hun hulp. De vrienden vliegen met het oude vliegtuig terug naar huis, Jerom en Odilon volgen op de motor.